# Epania pallescens
Epania pallescens är en skalbaggsart som beskrevs av Heller 1924. Epania pallescens ingår i släktet Epania och familjen långhorningar.
Artens utbredningsområde är Filippinerna. Inga underarter finns listade i Catalogue of Life.